# Дементьевы
Дементьевы — древний дворянский род.
При подаче документов в 1686 году, для внесения рода в Бархатную книгу, была предоставлена родословная роспись Дементьевых.
Род внесён в VI часть родословной книги Тульской и Ярославской губерний.
Потомство Фёдора Васильевича Дементьева, жалованного поместьями (1690), внесено в VI часть родословной книги Самарской губернии.

## История рода
Семён Дементьев владел поместьем в Шелонской пятине (до 1498).
Иван Васильевич Дементьев был воеводой в походах: казанском (1544), шведском (1549) и полоцком (1551). Степан, Иван, Фёдор и Горяин Прокофьевичи Дементьевы, дети боярские Бежецкого Верха, пожалованы (1550) поместьями в Московском уезде. Из них Иван убит под Казанью (1552) и его имя внесено в синодик Московского Успенского собора на вечное поминовение. Борис Иванович подписал приговор Земской думы о войне с Польшей (1566). Фёдор Молчанович поручился по И.В. Шереметьеву (1564).
Опричниками Ивана Грозного являлись: Первуша и Тарас Дементьевы (1573). В Тульских помещиках упомянуты семь представителей рода (1580). Фуник Григорьевич помещик в Новгородской области (1581), а Деревенской пятины Карп Сидорович (1589).
Дмитрий Фёдорович и Юрий Дементьевы ратные головы (1609), Дмитрий Фёдорович получил за подмосковные службы (1609-1613) денежную придачу, вместе с Андреем и Иваном Семёновичами Дементьевыми.
Неустрой и Ждан Сидоровичи Дементьевы, новосильские дети боярские, пожалованы поместьями (1631). Потомство их внесено в VI и II части родословных книг Тульской и Ярославской губерний.
Семь Дементьевых владели населёнными имениями в 1699 году.

## Известные представители
- Дементьев Терентий - земский судья, воевода в Кайгородке (1609).
- Дементьев Фёдор Безсонович - воевода в Яренске (1625-1627), московский дворянин (1627-1640).
- Дементьев Фёдор - воевода в Верее (1626).
- Дементьев Фёдор Фёдорович - в качестве выборного от Арзамаса подписал грамоту об избрании на царство Михаила Фёдоровича Романова (1613), сидел в Москве в осаде (1618),  московский дворян (1627-1640), письменный голова, воевода в Томске (1631-1632),
- Дементьев Иван Дмитриевич - стряпчий с платьем (1627-1640), московский дворянин (1640-1668).
- Дементьевы: Михаил и Никита Иевлевичи, Василий Кузьмич - московские дворяне (1676-1677).
- Дементьев Борис Фёдорович - стольник (1676-1692).
- Дементьев Иван Фёдорович - стряпчий (1692)[4][5][3].